# Sandra Gini
Sandra Gini (* 8. Februar 1982) ist eine ehemalige Schweizer Skirennfahrerin. Die Schwester von Marc Gini war auf die Disziplinen Slalom und Riesenslalom spezialisiert.

## Biografie
Gini begann ihre Karriere 1999 mit Einsätzen in FIS-Rennen und an nationalen Meisterschaften. 2001 siegte sie bei den Schweizer Juniorenmeisterschaften im Slalom und im Riesenslalom. Im selben Jahr folgten die ersten Einsätze an Europacup-Rennen. Bei den Juniorenweltmeisterschaften 2002 in Sella Nevea gewann sie die Slalom-Bronzemedaille hinter Veronika Zuzulová und Maria Riesch. Im selben Jahr bestritt sie ihre ersten Rennen im Weltcup.
Es folgten vier eher durchzogene Saisons mit unbefriedigenden Leistungen. Während der Saison 2006/07 fand Gini wieder den Anschluss an die Weltspitze, als sie in drei Europacupslaloms siegte und in der Sierra Nevada ihr erstes Top-Ten-Ergebnis im Weltcup erzielte. Den grössten Erfolg feierte sie bei den Weltmeisterschaften 2007 in Åre mit dem Gewinn der Bronzemedaille im Mannschaftswettbewerb. Am 13. Januar 2008 erreichte sie in Maribor ihr bestes Weltcupergebnis, als sie im Slalom auf den sechsten Platz fuhr.
Am 29. November 2009 stürzte Gini im ersten Durchgang des Slaloms von Aspen und zog sich einen Kreuzbandriss im linken Knie zu. Im Winter 2010/11 konnte sie sich in Weltcupslaloms nie für den zweiten Durchgang qualifizieren, weshalb sie im März 2011 ihren Rücktritt per Saisonende bekanntgab.

## Erfolge

### Weltmeisterschaften
- Åre 2007: 3. Mannschaftswettbewerb, 15. Slalom
- Val-d’Isère 2009: 16. Slalom

### Weltcup
- 5 Platzierungen unter den besten zehn in Einzelrennen
- 1 Podestplatz bei Mannschaftswettbewerben

### Europacup
- Saison 2002/03: 6. Slalomwertung
- Saison 2006/07: 6. Slalomwertung
- Saison 2007/08: 5. Slalomwertung
- 8 Podestplätze, davon 6 Siege

### Juniorenweltmeisterschaften
- Verbier 2001: 25. Super-G
- Sella Nevea 2002: 3. Slalom, 8. Riesenslalom

### Weitere Erfolge
- 23 Siege in FIS-Rennen